# راف ولي (للنفيراين نوبولل)
راف ولي (بالإنجليزية: RAF Valley)‏ هي محطة لسلاح الجو الملكي تقع في جزيرة أنغلزي الويلزية بالمملكة المتحدة.